# Мартынов, Николай Борисович
Николай Борисович Мартынов (6 (19) декабря 1903 — 23 ноября 1977) — генерал-майор танковых войск ВС СССР, начальник Хмельницкого танкового училища в 1951—1957 годах.

## Биография
Родился 19 декабря 1903 года (6 декабря по старому стилю) в Москве. Член ВКП(б). В рядах РККА с 1 августа 1921 года. Курсант Московской военно-комендантской школы ВОСО с августа 1921 года; в апреле 1922 года был переведён во 2-ю Московскую артиллерийскую школу (курсант-командир отделения с сентября 1924 года), окончил школу в 1925 году. В августе 1925 года назначен командиром взвода 2-го Кавказского артиллерийского полка. С ноября 1926 года был начальником разведки учебного дивизиона 2-го Кавказского артиллерийского полка, с февраля 1927 по июнь 1928 года — слушатель Ленинградской школы летнабов, по окончании школы назначен командиром взвода 2-й Ленинградской артиллерийской бригады. В октябре того же года назначен помощником командира батареи в той же бригаде, в мае 1929 года — помощником командира батареи 108-го артиллерийского полка Московского военного округа, с февраля того же года — командир этой батареи.
В январе 1932 года назначен командиром учебной батареи 56-го отдельного тяжёлого артиллерийского дивизиона ОКДВА. 16 февраля 1934 года назначен командиром дивизиона 6-го стрелкового полка Особого стрелкового корпуса ОКДВА, в феврале 1935 года назначен начальником артиллерии в этом же полку. В декабре 1935 года стал слушателем подготовительного курса Военной академии механизации и моторизации имени Сталина. Произведён в капитаны 2 февраля 1936 года, с октября того же года — слушатель командного факультета этой академии, окончил её в 1940 году. Майор (12 февраля 1938 года). Участник советско-финляндской войны, с 5 января 1940 года командовал 11-м легкотанковым полком. 14 июня 1940 года назначен начальником штаба 41-й легкотанковой бригады, с 22 марта 1941 года — начальник штаба 236-й моторизованной дивизии.
В этой должности встретил начало Великой Отечественной войны. С 18 октября 1941 года по 9 апреля 1942 года (или до 4 января 1942 года) — исполняющий должность командира 54-й танковой бригады Закавказского военного округа. Подполковник (6 февраля 1942 года). Командир 119-й танковой бригады с 9 апреля по 19 мая 1942 года, командир 92-й танковой бригады с 19 мая 1942 года. 24 марта 1943 года произведён в полковники. 28 октября 1943 года был назначен старшим преподавателем кафедры тактики Военной академии бронетанковых войск имени Сталина, работал на этом посту до конца войны и в первый послевоенный год. На 15 февраля 1945 года был заместителем командира 92-й танковой бригады.
С 8 июня по 1 сентября 1946 года был временно исполняющим должность начальника кафедры тактики в академии, 1 сентября того же года назначен заместителем начальника командного факультета. 18 ноября назначен заместителем командующего (начальником штаба БТиМВ Ленинградского военного округа, а 24 августа 1948 года назначен начальником штаба управления командующего БТиМВ Центральной группы войск. Генерал-майор танковых войск с 11 мая 1949 года. 7 декабря 1951 года был назначен начальником Проскуровского танкового училища (позже переименовано в Хмельницкое, а ещё позже переведено в Благовещенск). Уволен в запас 5 сентября 1957 года по статье 59б.
Скончался 23 ноября 1977 года.

## Награды
- Орден Ленина (5 ноября 1946)[5]
- Орден Красного Знамени
  - 30 января 1943 — за образцовое выполнение боевых заданий Командования на фронте борьбы с немецкими захватчиками и проявленные при этом доблесть и мужество[2]
  - 3 ноября 1944 — за долголетнюю и безупречную службу в Красной Армии[6]
  - 19 ноября 1951[5]
- Орден Красной Звезды[5]
- Медаль «За оборону Кавказа» (1 мая 1944[5])[b]
- Медаль «За победу над Германией в Великой Отечественной войне 1941—1945 гг.»[c]

## Комментарии
1. ↑  По данным из наградного листа — с 1920 года, участвовал в Гражданской войне и советизации Закавказья[2]
2. ↑  Вручена 15 февраля 1945 года[1][4]
3. ↑  Вручена 22 июня 1945 года[3]